# Beta Centauri

Beta Centauri / β Cen în constelația Centaurul

Beta Centauri (β Cen, β Centauri), cunoscută și ca Hadar ori Agena, este a doua cea mai strălucitoare stea din constelația Centaurul și a zecea cea mai strălucitoare pe cerul nopții.  Beta Centauri este o stea clasa spectrală B1 III, stea gigantă albastră-albă aflată la cca. 525 ani lumină (161 parseci) de sistemul solar.